# Бучанська районна рада
Бучанська районна рада — орган місцевого самоврядування, що представляє спільні інтереси територіальних громад сіл, селищ, міст Бучанського району у межах повноважень, визначених Конституцією України, Законом України «Про місцеве самоврядування в Україні» й іншими законами, а також повноважень, переданих їм сільськими, селищними, міськими радами.

## Статус
Бучанська районна рада є правонаступником всього майна, прав та обов'язків Бородянської районної ради і правонаступником Києво-Святошинської та Макарівської районних рад в частині:
- нерухомого майна, розташованого на території Бучанського району;
- речей, призначених для обслуговування відповідних об'єктів нерухомого майна і пов'язаних з цим майном спільним призначенням (у тому числі у зв'язку із здійсненням відповідних повноважень або наданням послуг);
- прав засновника (учасника) юридичних осіб, заснованих цими радами, якщо місцезнаходженням такої юридичної особи є населений пункт, розташований на території Бучанського району.

Районна рада складається з депутатів, обирається населенням Бучанського району терміном на п'ять років. Рада обирає постійні і тимчасові комісії. Районна рада проводить свою роботу сесійно. Сесія складається з пленарних засідань і засідань її постійних комісій.

## Депутати, склад депутатських фракцій і постійних комісій

### VIII скликання
Список депутатів районної ради VIII скликання (з 2020 року) становить 54 особи.                                                                                                                                      
1. Ахмеян Руслан Борисович
2. Бахтігарєєв Роман Григорович
3. Бородай Вадим Анатолійович
4. Боришкевич Олександр Васильович
5. Василець Олеся Олександрівна
6. Воробйов Олександр Григорович
7. Гачков Сергій Миколайович
8. Григорчук Мирослав Васильович
9. Гриценко Анатолій Петрович
10. Гнатюк Вікторія Юріївна
11. Гуменюк-Торган Олена Олександрівна
12. Дзівідзінський Владислав Євгенійович
13. Дубас Володимир Михайлович
14. Забела Людмила Володимирівна
15. Залужняк Оксана Володимирівна
16. Зима Наталія Федорівна
17. Кавулич Богдан Іванович
18. Ковальчук Алевтина Володимирівна
19. Ковінченко Анатолій Леонідович
20. Копаниця Олександр Миколайович
21. Крицкалюк Назар Іванович
22. Куценко Святослав Вікторович
23. Лановий Анатолій Михайлович
24. Левітас Артем
25. Лехман Іван Ласлович
26. Мартинюк Олексій Олександрович
27. Миронов Олег Геннадійович
28. Нагребельний Андрій Олегович
29. Негреша Дмитро Михайлович
30. Нелюбин Віталій Леонідович
31. Нігруца Олександр Петрович
32. Олійнич Ольга Романівна
33. Ополінський Ігор Олегович
34. Подашевська Тетяна Леонтіївна
35. Писанка Ванда Василівна
36. Рибачук Олександр Анатолійович
37. Рижак Артем Олександрович
38. Самойдюк Іван Іванович
39. Сегеда Станіслав Юрійович
40. Скочко Андрій Геннадійович
41. Слюсаренко Богдан Олександрович
42. Смолянчук Наталія Вікторівна
43. Суховій Андрій Олександрович
44. Степушенко Наталія Сергіївна
45. Страховська Ганна Олексіївна
46. Турок Руслан Васильович
47. Тищенко Григорій Дмитрович
48. Феєр Василь Васильович
49. Харченко Михайло Григорович
50. Хахулін Владислав Костянтинович
51. Цилюрик Ольга Володимирівна
52. Черкашин Олексій Петрович
53. Яловчак Тетяна Миколаївна
54. Ясь Богдан Леонідович

## Постійні комісії Бучанської районної ради
- Постійна комісія з питань соціально-економічного розвитку, підприємництва, інвестиційної політики, промисловості, торгівлі, транспорту та засобів масової інформації
- Постійна комісія з питань бюджету, фінансів та податків
- Постійна комісія з питань регламенту, етики, законності, контролю за виконанням рішень районної ради, рад територіальних громад та депутатської діяльності
- Постійна комісія з правових питань, питань захисту прав людини, ветеранів війни, учасників бойових дій, правопорядку та антикорупційної політики
- Постійна комісія з питань земельних відносин, збереження зелених насаджень, сільського, лісового та водного господарства
- Постійна комісія з питань фізкультури, спорту та розвитку туризму
- Постійна комісія з уманітарних питань, у справах сім’ї та молоді, соціального захисту населення, охорони здоров’я, материнства, дитинства, освіти, освіти, культури та релігійних відносин
- Постійна комісія з питань екології, раціонального природокористування, використання природних ресурсів, надзвичайних ситуацій та ліквідації наслідків катастроф
- Постійна комісія з питань комунальної власності, паливно-енергетичного збереження, побутового обслуговування та житлово-комунального господарства
- Постійна комісія з питань капітального будівництва, містобудування, архітектури, дорожнього господарства, охорони історичного серидовища та розвитку інфраструктури[4]